# Пронурок біловолий
Прону́рок біловолий, оля́пка (Cinclus cinclus) — невеликий горобцеподібний птах. Птах розміром з шпака. Веде коловодний спосіб життя. Оперення темно-буре, густе. 

## Таксономія та систематика
На даний момент розрізняють 14 підвидів пронурка, включно з одним вимерлим (в списку з †):
- C. c. hibernicus (Гартерт, 1910) мешкає в Ірландії та на заході Шотландії
- C. c. gularis (Latham, 1801) – Шотландія (орім західної частини), північна, центральна та західна частина Англії та Уельс
- C. c. cinclus (Лінней, 1758) – північ Європи, західна та центральна частина Франції, північ Іспанії, Корсика та Сардинія.
- C. c. aquaticus (Бехштейн, 1797) – центральна та південна Європа
- † C. c. olympicus (Мадарас, 1903) – Кіпр
- C. c. minor (Трістрам, 1870) – північно-східна Африка
- C. c. rufiventris (Трістрам, 1885) – західна частина Сирії та Лівія
- C. c. uralensis (Серебровський, 1927) – Уральські гори
- C. c. caucasicus (Мадарас, 1903) – Туреччина, Кавказ, північна частина Ірану та Іраку
- C. c. persicus (Вітербі, 1906) – південно-західна частина Ірану
- C. c. leucogaster (Бонапарт, 1850) – південно-центральна частина Росії, північно-західна частина Китаю, південь Афганістану та північ Пакистану
- C. c. baicalensis (Дрессер, 1892) – південно-центральна та південно-східна частина Сибіру
- C. c. cashmeriensis (Гульд, 1860) – західна та центральна частина Гімалаїв
- C. c. przewalskii (Б'янкі, 1905) – східна частина Гімалаїв, південь Тибету та західна частина Китаю

## Розповсюдження
Мешкає в Європі, Близькому Сході, Марокко, Алжирі, Китаї, Індії, Ірані, Непалі, Пакистані, Бутані, М'янмі, залітає також на Фарерські острови, Мальту, в Туніс.  В Україні це осілий птах Карпат, інколи залітає в інші регіони.

## Поведінка та екологія
Головною особливістю пронурка є здатність добре плавати і пірнати. Підводячи крила і вправно маневруючи в потоці води, птах ніби «біжить» по дну. Під водою пронурок може залишатися до 50 сек., пробігаючи за цей час до 20 м. Харчується водними комахами і рачками, яких птах збирає на мілководді, між каменів і під водою.

### Гніздування

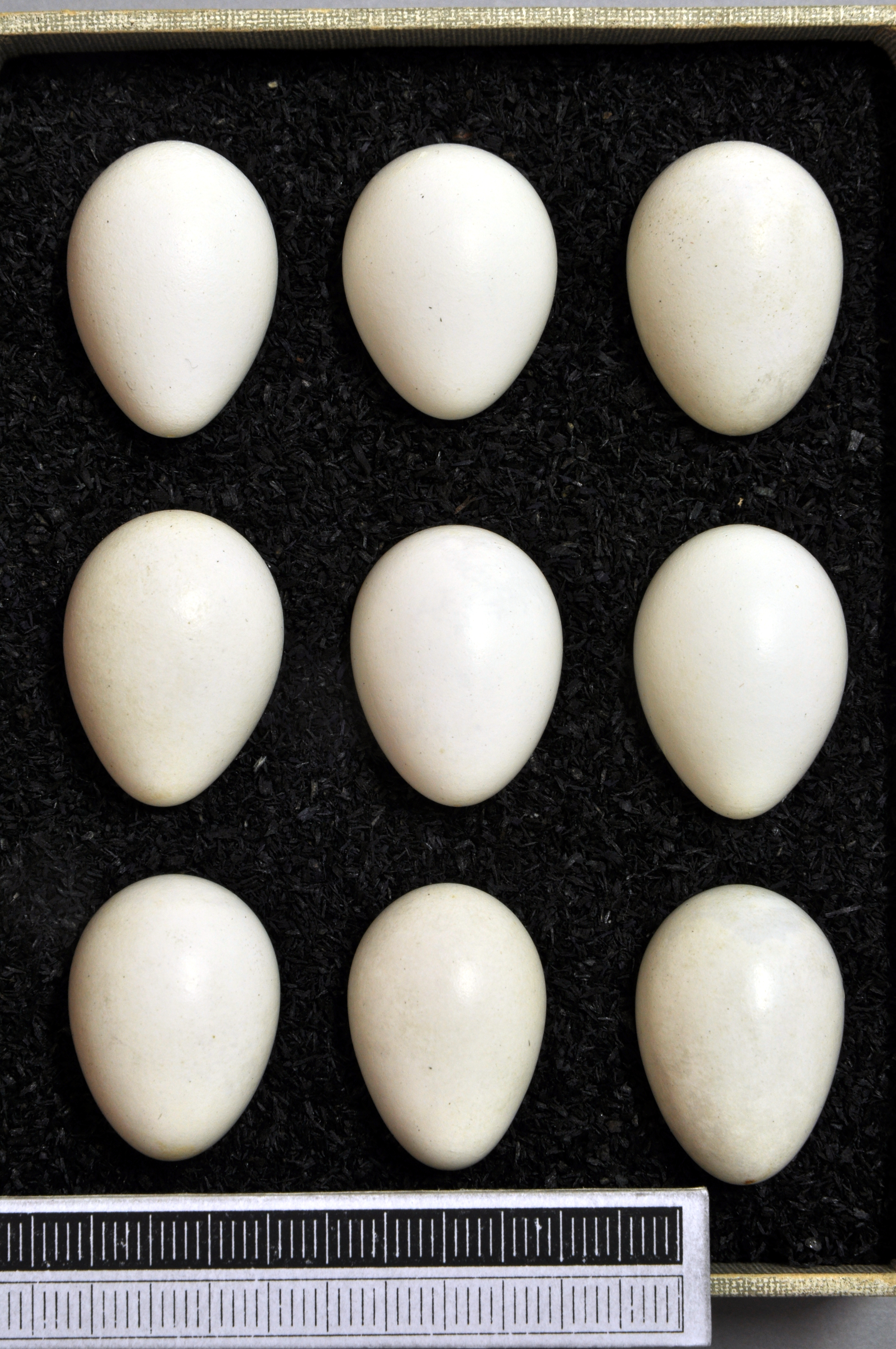
Яйця пронурка (Вісбаденський музей, Німеччина)

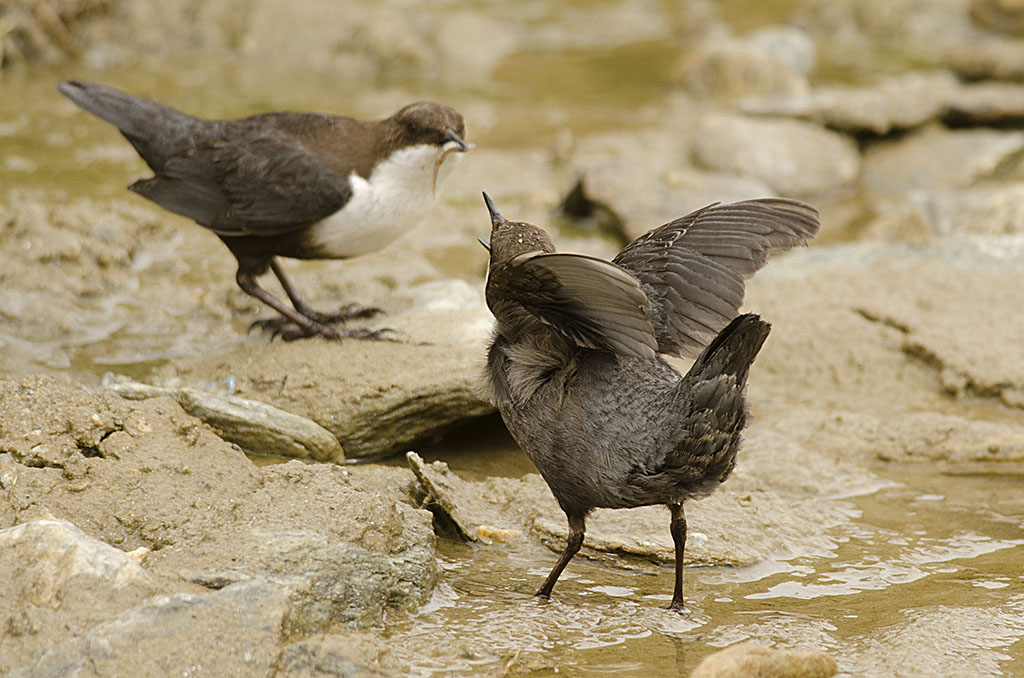
Пташеня пронурка випрошує їжу (Сумдо, Ладакх, Індія)

Гніздо зазвичай будують або біля води, або над поверхнею певної водойми. Замешкують зазвичай береги швидких та прозорих річок і струмків. Часто розміщуються на скельних виступах чи тріщинах. Також використовують конструкції створені людиною, наприклад мости. Гніздо є куполоподібною структурою, яка зроблена з моху, стебел трави та листків. Внутрішнє чашоподібне заглиблення роблять зі стебел, корінців та волосся. Обидві статі будують головну велику конструкцію, але тільки самиці роблять чашоподібне внутрішнє гніздо. Зимує на незамерзаючих ділянках річок і струмків у передгір'ях. Живе переважно осіло, але трапляються і кочові популяції.
Пронурок вперше спарюється, коли досягає однорічного віку. Птахи є моногамні та активно захищають власну територію. Птахи висиджують від 1 до 8 яєць, здебільшого 4-5. Яйця гладкі та глянцево-білі; мають розмір 26 мм × 18,7 мм з вагою 4,6 г. Висиджуються самицями, після того як було знесено останнє, або іноді і передостаннє яйце. Самець в цей період приносить їжу. Яйця вилуплюються після 16 днів і тоді обоє батьків  годують беззахисних пташенят. Обоє батьків очищують гніздо від відходів протягом перших 9 днів. Пташенята опірюються приблизно на 22 день, але батьки продовжують їх годувати принаймні ще тиждень, деколи ще додатково 18 днів. Якщо самиця зробила другу кладку яєць, то тоді тільки самець годує пташенят. Птахи добре піклуються як і про один виводок, так і про два, зазвичай в одному гнізді.

### Вік
Максимально зареєстрований вік пронурка, за даними встановленого кільця, становив 10 років та 7 місяців. Це був птах, якого окільцювали у Фінляндії.

## Охорона
Перебуває під охороною Бернської конвенції.